# Premio Nobel de la Paz 1973
El Premio Nobel de la Paz de 1973 fue otorgado conjuntamente al Secretario de Estado de los Estados Unidos, Henry Kissinger, y al representante del Buró Político del Partido Comunista de Vietnam, Lê Ðức Thọ, «por haber negociado conjuntamente un alto el fuego en Vietnam en 1973». Thọ se negó a aceptar el premio y Kissinger aceptó in absentia porque no quería ser el objetivo de los manifestantes pacifistas en el evento. Más tarde, Kissinger intentó devolver el premio, pero el comité rechazó su oferta.
El Premio Nobel de la Paz de 1973 se cita a menudo como uno de los más controvertidos, si no el más controvertido, en la historia del premio. Dos miembros del Comité Noruego del Nobel dimitieron en protesta, The New York Times se refirió a ello como el «Premio Nobel de Guerra» y el satirista Tom Lehrer afirmó que «a sátira política quedó obsoleta».

## Premio

### Antecedentes
Henry Kissinger y Lê Ðức Thọ habían sido respectivamente representantes de Estados Unidos y Vietnam del Norte en las discusiones que comenzaron en 1968 en París, Francia, cuyo objetivo era poner fin a la guerra de Vietnam. El 26 de octubre de 1972, Kissinger celebró una conferencia de prensa en Washington D. C. en la que declaró: «La paz está cerca». El 27 de enero de 1973 se firmaron los Acuerdos de paz de París. Según el acuerdo, se puso fin a la intervención estadounidense directa en el conflicto y las tropas estadounidenses restantes debían retirarse de Vietnam a cambio de un alto el fuego y el cese del conflicto entre Vietnam del Norte y Vietnam del Sur. Sin embargo, el acuerdo no fue ratificado por el Senado de los Estados Unidos y los combates se reiniciaron antes de que los soldados estadounidenses abandonaran el país. Además, no se había consultado a Vietnam del Sur sobre los términos del acuerdo y, de hecho, ni siquiera se le había informado de que se habían reanudado las negociaciones. Posteriormente, el gobierno de Vietnam del Sur se negó a aceptar los acuerdos, y las fuerzas de Vietnam del Norte y del Sur rompieron con frecuencia los términos del acuerdo.

### Anuncio
El 16 de octubre de 1973, el Comité Noruego del Nobel celebró una reunión en la que decidió otorgar el Premio Nobel de la Paz de 1973 a Kissinger y Thọ por su papel en la negociación de los Acuerdos de Paz de París. El comité anunció su decisión ese mismo día. Thọ fue el primer asiático elegido para el premio. Dos miembros disidentes del comité, Einar Hovdhaugen y Helge Rognlien, dimitieron en protesta por la decisión.

### Reacciones
Las respuestas internacionales estuvieron fuertemente polarizadas, especialmente en relación con la decisión de premiar a Kissinger. La controversia se centró en su papel en la orquestación del bombardeo secreto de Camboya, así como en su participación en la planificación o ayuda a eventos que se consideraban antitéticos a los principios del Premio de la Paz, como el Plan Cóndor, la guerra de liberación de bangladés y, apenas un mes antes, el golpe de Estado en Chile de 1973. En el momento en que se otorgó el premio, los combates aún continuaban en Vietnam.
En Estados Unidos, las reacciones fueron ampliamente burlonas. The New York Times publicó un editorial calificándolo de «Premio Nobel de Guerra» y describiendo el premio como «cuando menos, prematuro». El diplomático George Ball fue citado diciendo: «Los noruegos deben tener sentido del humor». Ernest Cuneo arremetió contra la decisión de premiar a Kissinger y Thọ mientras el conflicto aún estaba en curso, escribiendo sarcásticamente en un editorial que el premio «sólo puede significar que el primer ministro Neville Chamberlain y el canciller Adolf Hitler fueron ignorados cruelmente por el mismo premio en 1938». En Noruega, el Comité Noruego del Nobel fue objeto de críticas generalizadas, y el periódico noruego Arbeiderbladet calificó el premio como una «broma de mal gusto» y afirmó: «El Comité Noruego del Nobel se ha deshonrado». En una carta conjunta al Parlamento noruego, varios profesores de Harvard escribieron que premiar a Kissinger y Thọ era «más de lo que una persona con un sentido normal de la justicia puede aceptar». Por segunda vez en la historia, los miembros del Comité Noruego del Nobel dimitieron como resultado de la decisión; la primera vez fue en 1935 en respuesta a la entrega del premio a Carl von Ossietzky.
El propio Kissinger contempló rechazar el premio, ya que consideraba que nominar también a Thọ era una afrenta. Se le cita diciendo al embajador soviético Anatoli Dobrynin: «Creo que, como dijo Groucho Marx, 'cualquier club que lo acogiera no querría unirse'. Yo diría que cualquier cosa para la que Lê Đức Thọ sea elegible, debe haber algo anda mal». Thọ, a su vez, rechazó el premio, afirmando que «tales sentimentalismos burgueses» no eran para él, y citando el hecho de que los Acuerdos de paz de París aún no habían detenido los combates en Vietnam, aunque dijo que consideraría aceptar el premio si «se respeta el Acuerdo de París, se silencian las armas y se establece una paz real en Vietnam del Sur». La fecha límite para que Thọ aceptara el 1 de octubre de 1974 pasó sin que Thọ aceptara el premio.

### Ceremonia
La ceremonia de entrega se celebró el 10 de diciembre de 1973, en el tradicional aniversario de la muerte de Alfred Nobel, para entregar el Premio Nobel de la Paz a Kissinger. Kissinger se negó a asistir, preocupado de que el evento fuera blanco de manifestantes pacifistas. Aase Lionæs, presidente del Comité Nobel de 1973, pronunció el discurso de ceremonia de entrega de premios, afirmando

Al conceder el Premio en 1973 también a dos políticos responsables en el centro de los acontecimientos, el Comité del Nobel del Storting noruego subraya su convicción de que la solución de las numerosas controversias que han conducido o pueden conducir a la guerra debe pasar por la vía de las negociaciones, no a través de una guerra total encaminada a la victoria total.

Durante su discurso, Aase también leyó la carta de Kissinger al Comité Nobel al aceptar el premio, en la que decía:

Estoy profundamente conmovido por la concesión del Premio Nobel de la Paz, que considero el honor más alto que uno podría esperar alcanzar en la búsqueda de la paz en esta Tierra. Cuando considero la lista de quienes han sido tan honrados antes que yo, sólo puedo aceptar este premio con humildad.

El pueblo de los Estados Unidos, y de hecho el del mundo entero, comparte la esperanza expresada por el Comité del Premio Nobel de la Paz de que todas las partes en este conflicto se sientan moralmente responsables de convertir el alto el fuego en Vietnam en una paz duradera para los sufridos pueblos de Indochina. Sin duda, mi Gobierno, por su parte, tiene la intención de seguir aplicando sus políticas de manera que esta esperanza se convierta en realidad.

Kissinger recibió la mitad del premio acumulado asignado para 1973, aproximadamente $ 65 000 (equivalente a $ 446000 actualmente), que utilizó para crear un fondo de becas a nombre de sus padres para los hijos de soldados estadounidenses muertos o desaparecidos.

## Comité de premios
Los siguientes miembros del Comité Noruego del Nobel fueron nombrados por el Parlamento Noruego para 1973.
| * | Dimitió en protesta |

| Comité Noruego del Nobel de 1971 |                               |                |                  |                                                                       |
| Imagen                           | Nombre                        | Posición       | Partido político | Otros cargos                                                          |
|                                  | Aase Lionæs (1907-1999)       | Presidenta     | Laborista        | Vicepresidente del Lagting (1965-1973)                                |
|                                  | Bernt Ingvaldsen (1902-1982)  | Vicepresidente | Conservador      | Vicepresidente del Storting (1972-1973)                               |
|                                  | Einar Hovdhaugen* (1908-1996) | Miembro        | Centro           | Exrrepresentante del Parlamento del Partido del Centro                |
|                                  | Helge Rognlien* (1920-2001)   | Miembro        | Liberal          | Presidente del Partido Liberal (1972-1974)                            |
|                                  | John Sanness (1913-1984)      | Miembro        | Laborista        | Director del Instituto Noruego de Asuntos Internacionales (1960-1983) |

## Legado
Cuando las hostilidades en Vietnam se reanudaron por completo, la ofensiva de primavera de 1975 y la posterior caída de Saigón marcaron el completo fracaso de los Acuerdos de paz de París, y Vietnam del Sur se rindió el 30 de abril de 1975. El 1 de mayo, el día después de la caída de Saigón, Kissinger intentó devolver el premio, declarando a través de un cable al Comité del Nobel que «lamento, más profundamente de lo que jamás podría expresar, la necesidad de esta carta... la paz que buscábamos mediante negociaciones ha sido anulada por la fuerza». El comité Nobel rechazó su oferta de devolver el premio. A 2025, Lê Đức Thọ es la única persona que ha rechazado el Premio Nobel de la Paz y una de las dos únicas personas que ha rechazado cualquier Premio Nobel.
El premio ha perdurado como una crítica al Premio Nobel y a sus ganadores elegidos, y a menudo se lo recuerda como uno de los premios Nobel más controvertidos jamás otorgados. Con respecto a por qué dejó de escribir música políticamente satírica, el comediante y músico Tom Lehrer bromeó: «La sátira política quedó obsoleta cuando Henry Kissinger recibió el Premio Nobel de la Paz». Después de la guerra, se reveló en el caso Chennault que Kissinger pudo haber saboteado intencionalmente las conversaciones de paz en Vietnam en 1968 para ayudar a Richard Nixon a convertirse en presidente, lo que provocó aún más burla sobre la decisión de otorgarle un Premio de la Paz por su trabajo en Vietnam.
El 11 de enero de 2023, se revelaron documentos del proceso de nominación de 1973 que demuestran que incluso los miembros del comité que votaron por Kissinger y Thọ creían que los mismos podrían resultar malas elecciones; además, se mostraron escépticos de que los Acuerdos de París trajeran una paz duradera. Stein Tønnesson, un historiador noruego que revisó los documentos, dijo sobre ellos: «Estoy aún más sorprendido que en ese momento de que el comité haya podido tomar una decisión tan mala». Los registros también revelaron que John Sanness, un miembro del comité, nominó personalmente a Kissinger, y que el comité otorgó conjuntamente el premio a Thọ a pesar de saber relativamente poco sobre él, ya que sentían que «no podían dárselo solo a Kissinger». Tras la revelación de los documentos y la posterior muerte de Kissinger en 2023, se prestó renovada atención al Premio de la Paz de Kissinger. Un editorial publicado por Al Jazeera lo calificó de «criminal de guerra con un Premio Nobel», calificando el premio de 1973 de «aborrecible» y «una bofetada para las víctimas de la brutalidad de Kissinger», mientras que el historiador noruego del Nobel Asle Sveen dijo a la Agence France-Presse que era «el peor premio en toda la historia del Premio Nobel de la Paz». Sin embargo, algunos defendieron el premio de Kissinger. En un artículo de opinión en la revista política conservadora National Review, Jay Nordlinger argumentó que Vietnam del Norte, no Kissinger, fue responsable del colapso de los Acuerdos de Paz de París, y que una reacción indebida fue dirigida a Kissinger en contraposición a Thọ.

## Obras citadas
- Abrams, Irwin (2001). The Nobel Peace Prize and the Laureates: An Illustrated Biographical History. Science History Publications/USA. ISBN 0-88135-388-4.
- Feldman, Burton (2000). The Nobel Prize: A History of Genius, Controversy, and Prestige. Arcade Publishing. ISBN 1-55970-537-X.
- Horne, Alistair (2009). Kissinger's year: 1973. Weidenfeld & Nicolson. ISBN 9780297850915.

- Datos: Q124784012